# Stegania albicaria
Stegania albicaria là một loài bướm đêm trong họ Geometridae.